# Galizischer Platz
Der Galizische Platz (ukrainisch Площа Галицька Ploshcha Halyzka), bis 2023 Siegesplatz (ukrainisch Площа Перемоги Ploschtscha Peremohy) oder Peremohy-Platz, ist ein Platz in der ukrainischen Hauptstadt Kiew.

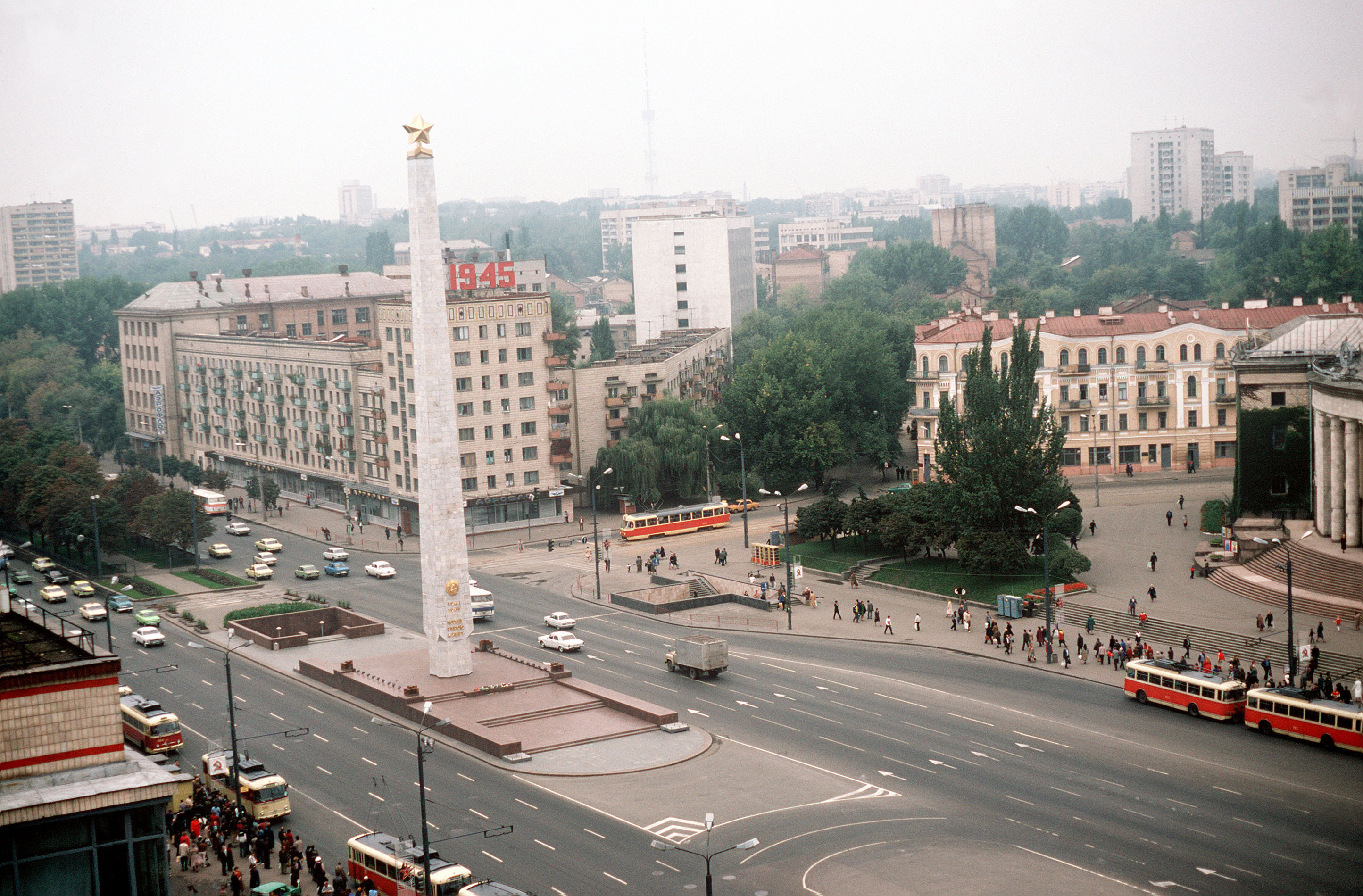
Der Platz 1985 mit dem Obelisk und Zirkus (rechts)

## Lage
Der Galizische Platz ist ein wichtiger Verkehrsknotenpunkt im Rajon Schewtschenko im Westen von Kiew, in den zehn Straßen münden, darunter der Taras-Schewtschenko-Boulevard und der Beresteiski-Prospekt.

## Geschichte

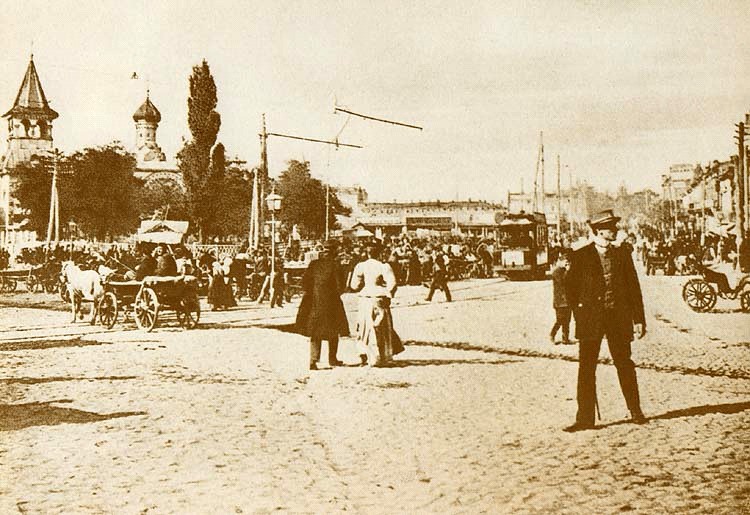
Galizischer Platz um 1900

Der Platz ist seit dem 19. Jahrhundert bekannt. Damals lag er am westlichen Stadtrand von Kiew. Nördlich des Platzes bzw. der Brest-Litowsker Chaussee entwickelte sich ab der Mitte des 19. Jahrhunderts die städtische Schuljawka als neuer Stadtteil von Kiew. 1860 wurde auf dem Platz ein Kleidermarkt eröffnet, nachdem der Kiewer Generalgouverneur Illarion Wassiltschikow im Februar 1858 der jüdischen Bevölkerung dienstags, donnerstags und sonntags den öffentlichen Handel erlaubt hatte. Von da an hieß der Markt Jüdischer Markt bzw. nach der Umbenennung des Platzes Galizischer Markt.
Bis in die zweite Hälfte des 19. Jahrhunderts folgte die Benennung von Straßen und Plätzen in Kiew keiner Systematik. Im Jahre 1869 wurde daher eine Revision der Namen von Ortsnamen durchgeführt, um Doppelungen zu beseitigen und die noch namenlosen Plätze und Straßen eindeutig zu benennen. Im Zuge dieser Umbenennung erhielt der Platz den Namen Galizischer Platz (russisch Галичская площадь), da er an einer Straße lag, die nach Westen, in Richtung Galizien, führte. In dieser Zeit wurde auf dem Platz auch die Johannes Chrysostomos geweihte Eiserne Kirche errichtet, die 1934 abgerissen wurde. 1905, während der kurzlebigen Republik Schuljawka, wurde der Platz Aufstandsplatz (Площадь Восстания) genannt.
1952 erhielt der Platz den Namen Siegesplatz zur Erinnerung an den Sieg der Sowjetunion im Zweiten Weltkrieg. In den 1960er und 1970er Jahren wurde der Platz grundlegend umgestaltet. An der Stelle der abgerissenen Eisernen Kirche entstand das Gebäude des Ukrainischen Nationalzirkus, das damals der größte Kuppelbau der Stadt war, und gegenüber das Kaufhaus Ukraina und das Hotel Lybid. Diese drei Gebäude sind auch die einzigen, die am Platz eine Hausnummer haben.
In den Jahren 1981 und 1982 wurde der Platz weiter umgestaltet. Auf dem Platz wurde der 43 m hohe Siegesobelisk errichtet. Zwischen dem Zirkusgebäude und dem Kaufhaus Ukraina wurde eine Fußgängerunterführung gebaut.
Im Februar 2023 erhielt der Platz auf Beschluss des Kiewer Stadtrates seinen historischen Namen Galizischer Platz zurück.

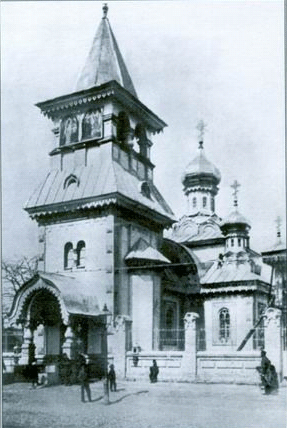
Eiserne Kirche auf dem Galizischen Platz
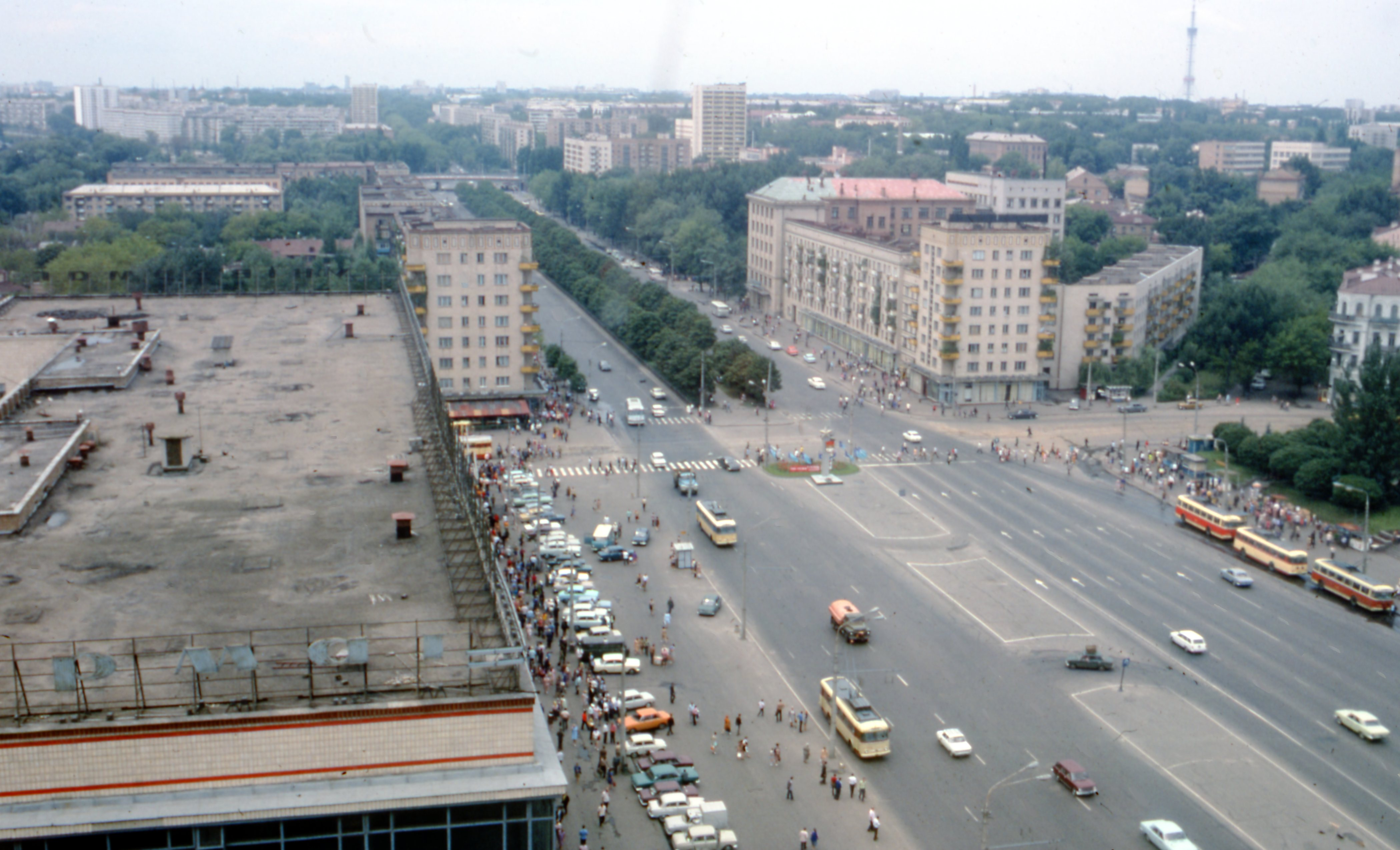
Blick über den Platz im Jahre 1975
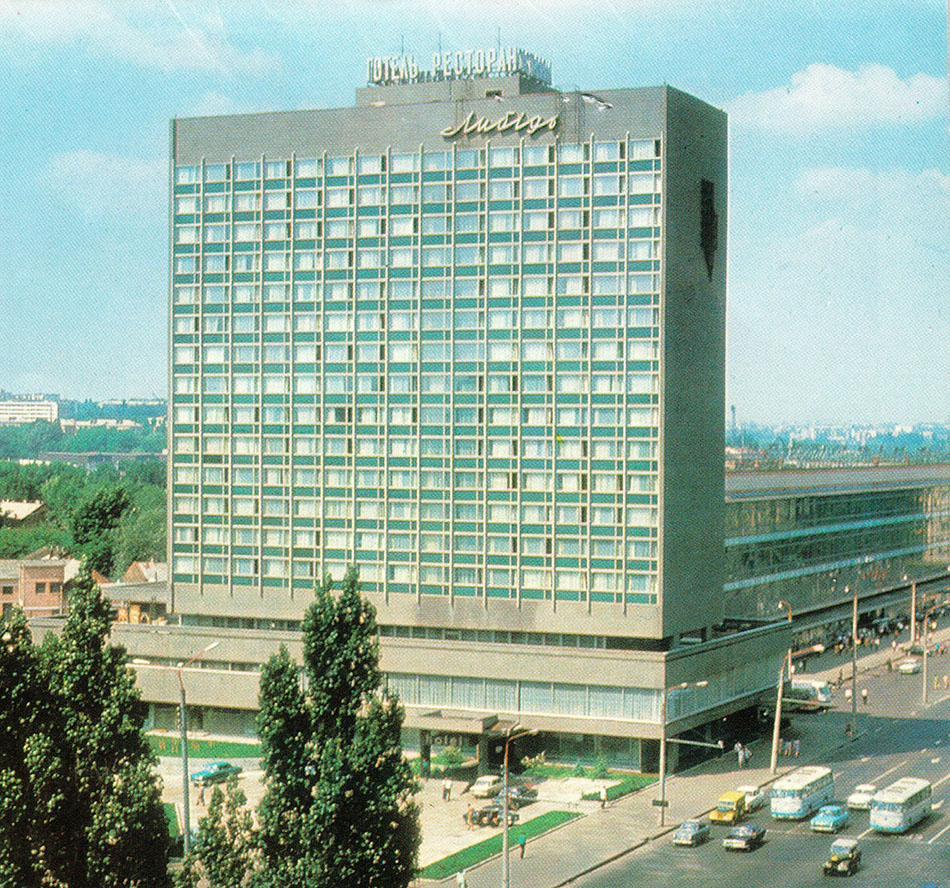
Hotel Lybid in den 1970er Jahren
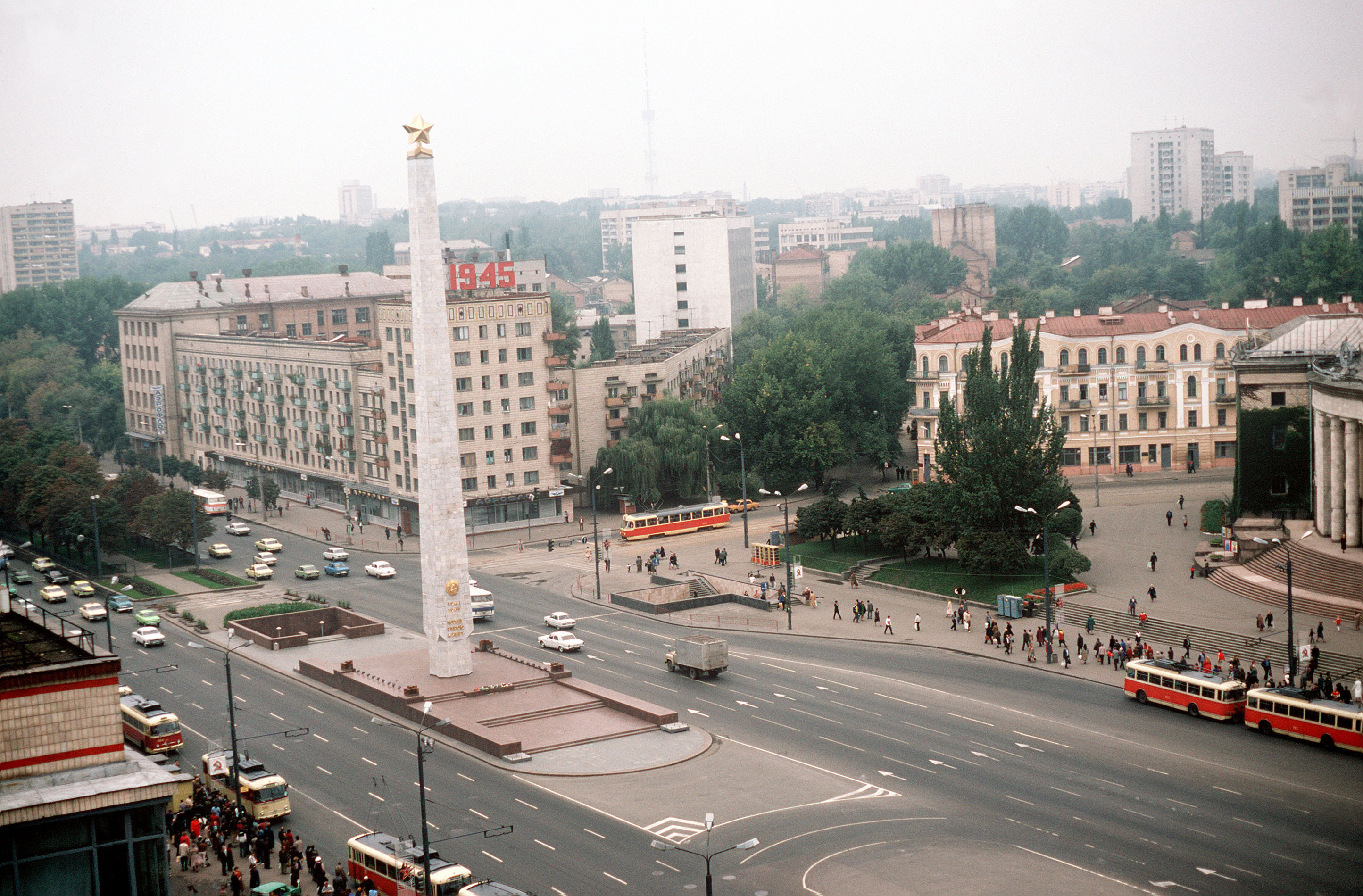
Siegesobelisk, 1985
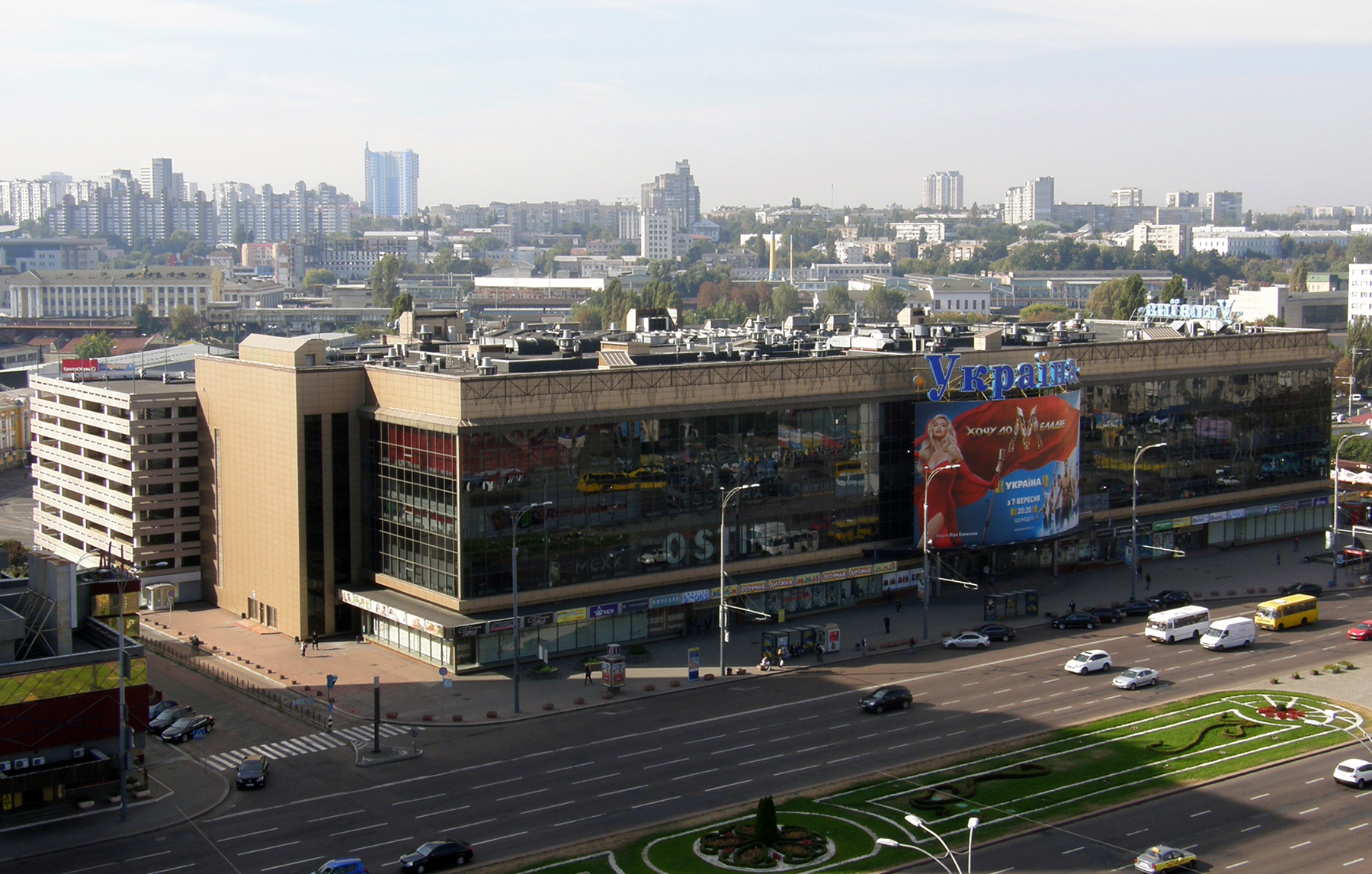
Kaufhaus Ukraina
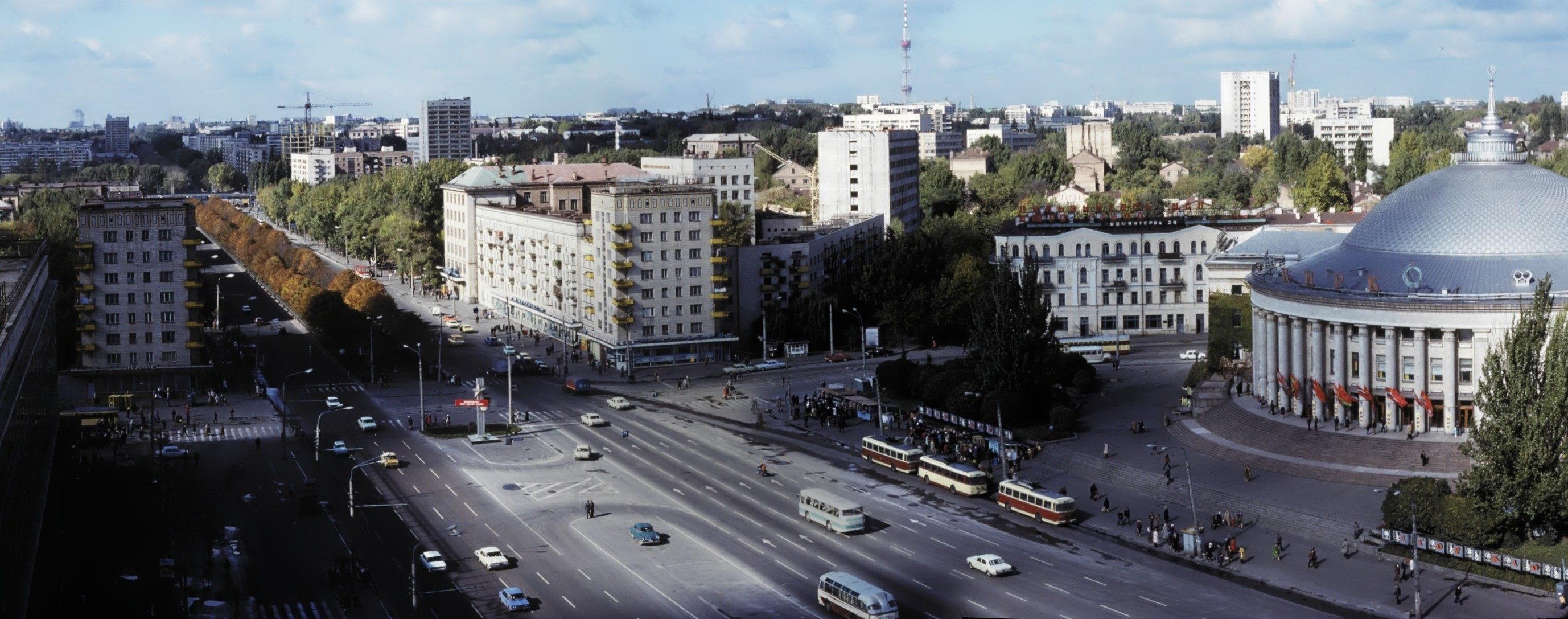
Blick aus dem Hotel Lybid auf den Siegesplatz, 1978

## Obelisk zu Ehren der Stadt Kiew
Der 43 Meter hohe „Obelisk zu Ehren der Stadt Kiew“ ist ein mit weißem Marmor verkleideter Obelisk aus Stahlbeton mit einem vergoldeten Sowjetstern auf der Spitze. Auf beiden Seiten der Stele befinden sich vergoldete Nachbildungen des Goldenen Sterns eines Helden der Sowjetunion und des dazugehörigen Leninordens. Seinen Namen verdankt der Obelisk dem Titel Heldenstadt, der der Stadt 1965 für ihren Beitrag zum Sieg im Zweiten Weltkrieg über das Dritte Reich verliehen wurde. Der Obelisk wurde am 8. Mai 1982 im Rahmen der 1500-Jahr-Feier der Stadt Kiew eingeweiht.